# Michael R. Jackson
Michael R. Jackson (Detroit, 1981) è un compositore, paroliere, librettista e commediografo statunitense.

## Biografia
Dopo aver ottenuto la laurea triennale e magistrale alla New York University, nel 2017 Michael R. Jackson ha scritto il libretto del musical Only Children, su colonna sonora di Rachel Peters. Nel 2019 il suo musical parzialmente autobiografico A Strange Loop ha esordito nell'Off Broadway e gli è valso il Premio Pulitzer per la drammaturgia nel 2020. Il musical ha debuttato a Broadway nel 2022 ed è valso a Jackson il Tony Award al miglior libretto di un musical e il Tony Award al miglior musical, oltre che una candidatura al Tony Award alla migliore colonna sonora originale. 
Jackson è dichiaratamente gay.

## Opere
- A Strange Loop (2019)
- White Girl in Dancer (2023)